# Harald Egger
Harald Egger (Merano, 10 maggio 1970) è un ex hockeista su ghiaccio italiano, di ruolo portiere, campione italiano nella stagione 1998-99 con la maglia dell'Hockey Club Merano (quando era la riserva di Åke Lilljebjörn).

## Carriera

### Club
Ha giocato quasi sempre per la compagine altoatesina, dall'esordio nel 1986-87 al ritiro nel 2001-02. Unica eccezione, una stagione (1993-1994) al SHC Fassa.

### Nazionale
A livello di nazionali giovanili ha disputato due mondiali Under-20 (1990 nel gruppo C, e 1991, nel gruppo B), vincendo in entrambi i casi il premio come miglior portiere.
Vanta anche otto presenze in nazionale maggiore.

### Dopo il ritiro
Dopo il ritiro è rimasto nel mondo dell'hockey su ghiaccio come arbitro.

## Palmarès

### Club
- Campionato italiano: 1

Merano: 1998-1999